# Montafoner Schanzenzentrum
Montafoner Schanzenzentrum – kompleks skoczni narciarskich w austriackiej miejscowości Tschagguns. Kompleks składa się z czterech skoczni: normalnej (K97), średniej (K60) oraz dwóch małych (K35 i K20).
Skocznie K97 oraz K60 były areną zmagań na zimowym olimpijskim festiwalu młodzieży (w 2015).

## Dane o skoczniach

### Montafoner Schanzenzentrum K97
- Punkt konstrukcyjny: 97 m
- Wielkość skoczni (HS): 108 m
- Oficjalny rekord skoczni: 107 m –  Constantin Schnurr (25.01.2015)
- Nachylenie progu: 11°
- Nachylenie zeskoku: 32,86°

#### Rekordziści skoczni
| Lp. | Dzień       | Rok  | Zawodnik           | Odległość | Zawody    |
| --- | ----------- | ---- | ------------------ | --------- | --------- |
| 1.  | 26 września | 2014 | Matthias Troy      | 94,0 m    | Alpen Cup |
| 2.  | 26 września | 2014 | Jan Hörl           | 97,0 m    | Alpen Cup |
| 3.  | 26 września | 2014 | Kristjan Lesnik    | 98,0 m    | Alpen Cup |
| 4.  | 26 września | 2014 | Felix Greber       | 100,5 m   | Alpen Cup |
| 5.  | 26 września | 2014 | David Siegel       | 102,5 m   | Alpen Cup |
| 6.  | 26 września | 2014 | Petrick Hammann    | 103,0 m   | Alpen Cup |
| 7.  | 26 września | 2014 | Dominik Mayländer  | 104,0 m   | Alpen Cup |
| 8.  | 25 stycznia | 2015 | Constantin Schnurr | 107,0 m   | EYOF      |

### Montafoner Schanzenzentrum K60
- Punkt konstrukcyjny: 60 m
- Wielkość skoczni (HS): 66 m
- Oficjalny rekord skoczni: 63,5 m –  Tine Bogataj,  Clemens Leitner,  František Holík (30.01.2015)

#### Rekordziści skoczni
| Lp. | Dzień       | Rok  | Zawodnik        | Odległość | Zawody |
| --- | ----------- | ---- | --------------- | --------- | ------ |
| 1.  | 29 stycznia | 2015 | František Holík | 62,5 m    | EYOF   |
| 2.  | 30 stycznia | 2015 | Tine Bogataj    | 63,5 m    | EYOF   |
| 2.  | 30 stycznia | 2015 | Clemens Leitner | 63,5 m    | EYOF   |
| 2.  | 30 stycznia | 2015 | František Holík | 63,5 m    | EYOF   |